# Паста аль помодоро
Паста аль помодоро (італ. Pasta al pomodoro, вимовляється як [ˈpasta al pomoˈdɔːro]) — італійська страва, котра, зазвичай, готується з пастою, оливковою олією, свіжими помідорами, базиліком та різними іншими свіжими інгредієнтами. Це швидка і легка страва, а не страва під густим соусом.
Pomodoro в перекладі з італійської означає «помідор».